# Propagação de erros
Em estatística,  propagação de incerteza ou propagação de erro (ambas diferem na forma de apresentar seus valores)  é uma forma de verificar a confiabilidade dos dados de uma certa amostra ou medida, quando esta é submetida a diferentes operações matemáticas.  Ela define como as incertezas ou erros das variáveis estão relacionadas e fornece a melhor estimativa para aquele conjunto de dados.
Incerteza é uma quantidade (dimensional ou adimensional) que expressa a confiabilidade de um conjunto de dados, dada a sua dispersão, independentemente do valor verdadeiro. A entidade máxima para os padrões de medidas de incerteza é o Escritório Internacional de Pesos e Medidas (BIPM).
Erro é a diferença entre o valor de uma certa medida e o seu valor verdadeiro.

## Motivação
Na realização de um experimento científico, ou qualquer outro experimento que haja coleta de dados, é raro o caso em que a análise do resultado dependa somente dos dados brutos encontrados. Os dados normalmente são coletados a fim de comparar os resultados com outros experimentos, ou para testar uma teoria, ou mesmo obter informações mais aprofundadas sobre determinado fenômeno. Nessas análises os dados são usados para se comparar pelo menos duas grandezas (considerando casos em que se pretende estudar algo), mas nem sempre é possível medir essas grandezas diretamente, sendo necessária a medida de outras grandezas que definam as que se quer comparar, ou tirando uma amostra de um conjunto de dados. Um exemplo disso é a velocidade. Não há como medir a velocidade propriamente dita, mas podemos medir distâncias e tempos, obtendo assim a velocidade média.
Como qualquer medida experimental, essa contém erros, que vêm da exatidão ou precisão do instrumento, ou até mesmo da flutuação estatística dos dados (dada pelo desvio padrão) – esta última é o caso de um decaimento radiativo. Quando se faz medições a fim de chegar indiretamente a outras grandezas, essas incertezas precisam ser levadas em conta, e há uma forma de se calcular a incerteza final da grandeza encontrada indiretamente.

## Fórmulas de propagação de incertezas
Uma função f de  uma  ou mais variáveis  envolvidas, as quais possuem uma incerteza associada, e nesta função são submetidas a operações matemáticas, existem diferentes formas de se determinar a propagação de incerteza e estas irão depender do tipo da função f a qual estamos lidando e do quanto deseja aproximá-la em nossos modelos.

### Combinações lineares
Neste caso,  analisa-se um modelo geral para uma função linear a qual pode possuir variáveis com ou sem correlação. Neste modelo, não são aplicadas aproximações.
Vamos supor {\displaystyle f_{k}(x_{1},x_{2},\dots ,x_{n})} ser um grupo de m funções  as quais são combinações lineares de  {\displaystyle n} variáveis {\displaystyle x_{1},x_{2},\dots ,x_{n}} com a combinação de coeficientes dada por {\displaystyle A_{k1},A_{k2},\dots ,A_{kn},(k=1\dots m)}.
Então:
{\displaystyle f_{k}=\sum _{i}^{n}A_{ki}x_{i}} ou {\displaystyle \mathbf {f} =\mathbf {Ax} \,}
e seja a matriz de variância-covariância em x denotada por : {\displaystyle \Sigma ^{x}\,}.
{\displaystyle \Sigma ^{x}={\begin{pmatrix}\sigma _{1}^{2}&{\text{cov}}_{12}&{\text{cov}}_{13}&\cdots \\{\text{cov}}_{12}&\sigma _{2}^{2}&{\text{cov}}_{23}&\cdots \\{\text{cov}}_{13}&{\text{cov}}_{23}&\sigma _{3}^{2}&\cdots \\\vdots &\vdots &\vdots &\ddots \\\end{pmatrix}}}
Assim, a variância-covariância da matriz {\displaystyle \Sigma ^{f}\,}  de  f  é dada por
{\displaystyle \Sigma _{ij}^{f}=\sum _{k}^{n}\sum _{\ell }^{n}A_{ik}\Sigma _{k\ell }^{x}A_{j\ell }}.
{\displaystyle .\Sigma ^{f}=\mathbf {A} \Sigma ^{x}\mathbf {A} ^{\top }}.
Esta é a expressão mais geral para a propagação de incerteza. Quando as incertezas entre as variáveis não são correlacionadas então a expressão se reduz à
{\displaystyle \Sigma _{ij}^{f}=\sum _{k}^{n}A_{ik}\left(\sigma _{k}^{2}\right)^{x}A_{jk}.}
Em geral a expressão para uma simples função,f, são simplificadas para:
{\displaystyle f=\sum _{i}^{n}a_{i}x_{i}:f=\mathbf {ax} \,}
{\displaystyle \sigma _{f}^{2}=\sum _{i}^{n}\sum _{j}^{n}a_{i}\Sigma _{ij}^{x}a_{j}=\mathbf {a\Sigma ^{x}a^{t}} }
Cada termo , {\displaystyle M_{ij}} pode ser expresso pela correlação dos coeficientes(Coeficiente de correlação de Pearson) {\displaystyle \rho _{ij}\,} por{\displaystyle M_{ij}=\rho _{ij}\sigma _{i}\sigma _{j}\,}, assim a expressão alternativa para a variância de f é:
{\displaystyle \sigma _{f}^{2}=\sum _{i}^{n}a_{i}^{2}\sigma _{i}^{2}+\sum _{i}^{n}\sum _{j(j\neq i)}^{n}a_{i}a_{j}\rho _{ij}\sigma _{i}\sigma _{j}.}
No caso em que as variáveis x não são correlacionadas:
{\displaystyle \sigma _{f}^{2}=\sum _{i}^{n}a_{i}^{2}\sigma _{i}^{2}.}

### Combinações Não-Lineares
Aqui, os modelos descritos implicam em aproximações para gerar uma forma mais simplificada, sendo estas com uma precisão que vai depender de tais aproximações.
Quando f é um grupo de  combinações não-lineares  da variável x, por exemplo quando f(a,b) = ab ,ela pode ser linearizada por uma aproximação de primeira ordem pela expansão da Série de Taylor . Assim a expansão para uma função qualquer:
{\displaystyle f_{k}\approx f_{k}^{0}+\sum _{i}^{n}{\frac {\partial f_{k}}{\partial {x_{i}}}}x_{i}}
em que{\displaystyle \partial f_{k}/\partial x_{i}} denota a derivada parcial de fk com respeito a i-n variável.  Ou na notação matricial
{\displaystyle \mathrm {f} \approx \mathrm {f} ^{0}+J\mathrm {x} \,}
no qual J é a  matriz jacobiana.  Desde que  f0k seja uma constante, isso não contribuirá para o erro em  f. Então, a propagação de incertezas segue o caso linear acima, mas substituindo os coeficientes lineares  Aik e Ajk pelas derivadas parciais, {\displaystyle {\frac {\partial f_{k}}{\partial x_{i}}}}  e  {\displaystyle {\frac {\partial f_{k}}{\partial x_{j}}}}.  Na notação matricial:

{\displaystyle \operatorname {cov} (\mathrm {f} )=J\operatorname {cov} (\mathrm {x} )J^{\top }}.
Este é o Jacobiano da função  e é usada para transformar linhas e colunas da covariância dos argumentos.
No entanto,  a formula mais comum entre os engenheiros e cientistas experimentais,  que calculam a propagação de incertezas para variáveis independentes.  Segundo um padrão estipulado pelo Escritório Internacional de Pesos e Medidas (BIPM)
{\displaystyle \sigma _{f}={\sqrt {\left({\frac {\partial f}{\partial {x}}}\right)^{2}\sigma _{x}^{2}+\left({\frac {\partial f}{\partial {y}}}\right)^{2}\sigma _{y}^{2}+\left({\frac {\partial f}{\partial {z}}}\right)^{2}\sigma _{z}^{2}+...}}}
em que {\displaystyle \sigma _{f}}  representa o desvio padrão da função {\displaystyle f}, {\displaystyle \sigma _{x}}  representa o desvio padrão de {\displaystyle x}, {\displaystyle \sigma _{y}} representa o desvio padrão de {\displaystyle y},  e assim por diante.
É importante notar que esta formula é baseada  nas características lineares dos  gradientes de {\displaystyle f} e então esta é uma boa estimativa para o desvio padrão  de {\displaystyle f}  ao longo de {\displaystyle s_{x},s_{y},s_{z},...}  são pequenos comparados com as derivadas parciais.

#### Exemplo
Qualquer função não linear, f(a,b), de duas variáveis, a and b,
podem ser expandidas como
{\displaystyle f\approx f^{0}+{\frac {\partial f}{\partial a}}a+{\frac {\partial f}{\partial b}}b}
Então:
{\displaystyle \sigma _{f}^{2}\approx \left|{\frac {\partial f}{\partial a}}\right|^{2}\sigma _{a}^{2}+\left|{\frac {\partial f}{\partial b}}\right|^{2}\sigma _{b}^{2}+2{\frac {\partial f}{\partial a}}{\frac {\partial f}{\partial b}}{\text{cov}}_{ab}.}
Para o particular caso que {\displaystyle f=ab\!},  {\displaystyle {\frac {\partial f}{\partial a}}=b},  {\displaystyle {\frac {\partial f}{\partial b}}=a}. Então
{\displaystyle \sigma _{f}^{2}\approx b^{2}\sigma _{a}^{2}+a^{2}\sigma _{b}^{2}+2ab\,{\text{cov}}_{ab}}
ou
{\displaystyle \left({\frac {\sigma _{f}}{f}}\right)^{2}\approx \left({\frac {\sigma _{a}}{a}}\right)^{2}+\left({\frac {\sigma _{b}}{b}}\right)^{2}+2\left({\frac {\sigma _{a}}{a}}\right)\left({\frac {\sigma _{b}}{b}}\right)\rho _{ab}.}

### Avisos e Ressalvas
```
Estimativas de erro para funções não-lineares são baseadas em uma aproximação que depende do truncamento
da série de Taylor, a extensão desta depende da natureza da função. Por exemplo, a propensão do erro calculado
para log x aumenta enquanto x aumenta, e esta é uma boa aproximação para 1+x desde que  x seja pequeno.
```

No caso especial do inverso de  {\displaystyle 1/B} sendo que {\displaystyle B=N(0,1)}, a distribuição é uma distribuição de Cauchy e não há uma variância definida.  Para tanto a  taxa de distribuição,  pode ser definida pelas probabilidades dos intervalos os quais são definidos pela simulação de Monte Carlo, ou, em alguns casos, usando a  transformação de Geary-Hinkley .
Para funções “muito não-lineares’’, existem cinco categorias de aproximações probabilísticas as quais se aplica a propagação de incertezas .

### Exemplo de fórmulas
Esta tabela mostra as variâncias de funções simples  para variáveis reais  {\displaystyle A,B\!}, com seus desvios padrões {\displaystyle \sigma _{A},\sigma _{B}\,}, coeficiente de correlação {\displaystyle \rho _{AB}\,}  e constantes reais {\displaystyle a,b\,}.
| Função                             | Variância |
| ---------------------------------- | --- |
| {\displaystyle f=aA\,}             | {\displaystyle \sigma _{f}^{2}=a^{2}\sigma _{A}^{2}} |
| {\displaystyle f=aA\pm bB\,}       | {\displaystyle \sigma _{f}^{2}=a^{2}\sigma _{A}^{2}+b^{2}\sigma _{B}^{2}\pm 2ab\,{\text{cov}}_{AB}} |
| {\displaystyle f=AB\,}             | {\displaystyle \left({\frac {\sigma _{f}}{f}}\right)^{2}\approx \left({\frac {\sigma _{A}}{A}}\right)^{2}+\left({\frac {\sigma _{B}}{B}}\right)^{2}+2{\frac {\sigma _{A}\sigma _{B}}{AB}}\rho _{AB}}    |
| {\displaystyle f={\frac {A}{B}}\,} | {\displaystyle \left({\frac {\sigma _{f}}{f}}\right)^{2}\approx \left({\frac {\sigma _{A}}{A}}\right)^{2}+\left({\frac {\sigma _{B}}{B}}\right)^{2}-2{\frac {\sigma _{A}\sigma _{B}}{AB}}\rho _{AB}}[6] |
| {\displaystyle f=aA^{\pm b}\,}     | {\displaystyle {\frac {\sigma _{f}}{f}}\approx b{\frac {\sigma _{A}}{A}}} [7] |
| {\displaystyle f=a\ln(\pm bA)\,}   | {\displaystyle \sigma _{f}\approx a{\frac {\sigma _{A}}{A}}} [8] |
| {\displaystyle f=a\log(A)\,}       | {\displaystyle \sigma _{f}\approx a{\frac {\sigma _{A}}{A\ln(10)}}} [8] |
| {\displaystyle f=ae^{\pm bA}\,}    | {\displaystyle {\frac {\sigma _{f}}{f}}\approx b\sigma _{A}} [9] |
| {\displaystyle f=a^{\pm bA}\,}     | {\displaystyle {\frac {\sigma _{f}}{f}}\approx b\ln(a)\sigma _{A}} |
Para variáveis não correlacionadas a covariância dos termos é zero. Expressões mais complicadas podem ser obtidas a parir de tais simples funções. Por exemplo, repetindo a multiplicação e assumindo  que não há correlação entre os dados
{\displaystyle f=AB(C);\left({\frac {\sigma _{f}}{f}}\right)^{2}\approx \left({\frac {\sigma _{A}}{A}}\right)^{2}+\left({\frac {\sigma _{B}}{B}}\right)^{2}+\left({\frac {\sigma _{C}}{C}}\right)^{2}.}
Para o caso {\displaystyle f=AB} obtemos a  expressão de Goodman para calcular sua exata variância a  calculate
{\displaystyle V(XY)=E(X)^{2}V(Y)+E(Y)^{2}V(X)+E((X-E(X))^{2}(Y-E(Y))^{2})^{2}}
E então nós teríamos
{\displaystyle \sigma _{f}^{2}=A^{2}\sigma _{B}^{2}+B^{2}\sigma _{A}^{2}+\sigma _{A}^{2}\sigma _{B}^{2}}

### Derivadas parciais
Dado {\displaystyle X=f(A,B,C,\dots )}
| Erro Absoluto | Variância |
| --- | --- |
| {\displaystyle \left\|\Delta X\right\|=\left\|{\frac {\partial f}{\partial A}}\right\|\cdot \left\|\Delta A\right\|+\left\|{\frac {\partial f}{\partial B}}\right\|\cdot \left\|\Delta B\right\|+\left\|{\frac {\partial f}{\partial C}}\right\|\cdot \left\|\Delta C\right\|+\cdots } | {\displaystyle \sigma _{X}^{2}=\left({\frac {\partial f}{\partial A}}\sigma _{A}\right)^{2}+\left({\frac {\partial f}{\partial B}}\sigma _{B}\right)^{2}+\left({\frac {\partial f}{\partial C}}\sigma _{C}\right)^{2}+\cdots }[10] |

### Inverso da função tangente
Nós podemos calcular a propagação de incertezas para o inverso da função tangente como um exemplo do uso das derivadas parcias  para propagar  a incerteza.
Definindo
{\displaystyle f(x)=\arctan(x),}
onde {\displaystyle \sigma _{x}} é a incerteza absoluta nas nossas medidas de x. Assim, a derivada parcial de {\displaystyle f(x)}  com respeito a {\displaystyle x} é
{\displaystyle {\frac {\partial f}{\partial x}}={\frac {1}{1+x^{2}}}.}
Então, nossa propagação de incertezas fica
{\displaystyle \sigma _{f}\approx {\frac {\sigma _{x}}{1+x^{2}}},}
no qual {\displaystyle \sigma _{f}} é incerteza absoluta propagada.

## Valor médio de múltiplos e independentes dados
Suponhamos que gravamos {\displaystyle N} diferentes dados, onde cada um deles é representado por {\displaystyle x_{1},x_{2},\dots ,x_{n}}, onde a soma dos dados é dado por {\displaystyle \Sigma }
{\displaystyle \Sigma =x_{1},x_{2},\dots ,x_{n}}
E a média destes dados é dada por
{\displaystyle {\bar {x}}={\frac {\Sigma }{N}}}
Neste caso, como se trata de um conjunto de dados independentes, aplicando a fórmula de propagação de incertezas
{\displaystyle \sigma _{\bar {x}}^{2}={\frac {\bar {x}}{N}}}

## Combinação de medidas independentes com valores de incertezas diferentes
Neste caso, queremos relacionar como {\displaystyle N} diferentes incertezas  de uma mesma quantidade se relacionam. Para isso é atribuído um fator de peso para cada incerteza onde a função resultante é minimizada. Busca-se o "melhor valor". Por fim, temos:
{\displaystyle {\frac {1}{\sigma _{<x>}^{2}}}=\sum _{i=1}^{\mathbb {N} }{\frac {1}{\sigma _{xi}^{2}}}}

## Exemplos com Aplicações

### Combinação linear - Soma de contagens em medidas de fontes radiativas
Para uma fonte radiativa o número de contagens da mesma foi 1071 enquanto que foi medido um fundo de 521, qual é o número de contagens pertencente apenas a fonte?
Este é um exemplo de combinação linear.
Para uma fonte radiativa, sabe-se que seu desvio padrão é {\displaystyle {\sqrt {N}}}.
Como {\displaystyle a=x-y}
{\displaystyle a} é o número de contagens da fonte
{\displaystyle x} é o número total de contagens
{\displaystyle y}é o numero de contagens do fundo
Então:
{\displaystyle a=550}
{\displaystyle \sigma _{a}^{2}=\sigma _{x}^{2}+\sigma _{y}^{2}}
{\displaystyle \sigma _{a}^{2}=1071+521}
{\displaystyle \sigma _{a}=39,9}
Logo, o numero de contagens que pertence apenas a fonte é {\displaystyle 550\pm 39,9}

### Combinações Não-Lineares - Trigonometria
A área de um triângulo é igual a metade do produto da base vezes a altura
{\displaystyle A={\frac {bh}{2}}}
Se a base e a altura tem valores de {\displaystyle b=5cm}   e {\displaystyle h=10cm}, e a incerteza dada por {\displaystyle \sigma _{b}=1mm}
e {\displaystyle \sigma _{h}=3mm}, a área é {\displaystyle A=25cm^{2}} e a incerteza da área é dada por:
{\displaystyle \sigma _{a}^{2}\approx {\frac {\sigma _{b}^{2}}{25}}+{\frac {\sigma _{h}^{2}}{100}}=81,25mm^{2}}
{\displaystyle \sigma _{a}\approx 9mm}

### Combinação de medidas independentes com valores de incerteza diferentes - Medida com diferentes equipamentos
Foi medido o comprimento de uma mesa utilizando dois equipamentos de medidas diferentes, onde para um a medida da mesa foi de {\displaystyle l=80cm\pm 1cm} enquanto que para o outro a medida foi {\displaystyle l=81cm\pm 3cm}. Qual é incerteza da melhor estimativa para o valor do comprimento da régua?
Com relação ao desvio
{\displaystyle {\frac {1}{\sigma _{<x>}^{2}}}=\sum _{i=1}^{\mathbb {N} }{\frac {1}{\sigma _{xi}^{2}}}}
{\displaystyle \sigma _{<x>}=0,949}
Logo a incerteza do melhor valor para o comprimento da régua estimado pelos 2 equipamentos é {\displaystyle 9,49mm}

### Medidas da resistência
Uma aplicação experimental  é o caso  no qual medidas da corrente elétrica ,I, e tensão elétrica V, em um resistor  com objetivo de  determinar  a resistência R, usando a lei de Ohm, {\displaystyle R=V/I.}
Dada a medida das variáveis com incerteza I±σI e V±σV,  a incerteza associada a medida da resistência, σR é
{\displaystyle \sigma _{R}\approx {\sqrt {\sigma _{V}^{2}\left({\frac {1}{I}}\right)^{2}+\sigma _{I}^{2}\left({\frac {-V}{I^{2}}}\right)^{2}}}.}